# Mixonychus ziolanensis
Mixonychus ziolanensis är en spindeldjursart som först beskrevs av Lo och Ho 1989.  Mixonychus ziolanensis ingår i släktet Mixonychus och familjen Tetranychidae. Inga underarter finns listade i Catalogue of Life.